# Karpatendeutsche

Flagge der Karpatendeutschen

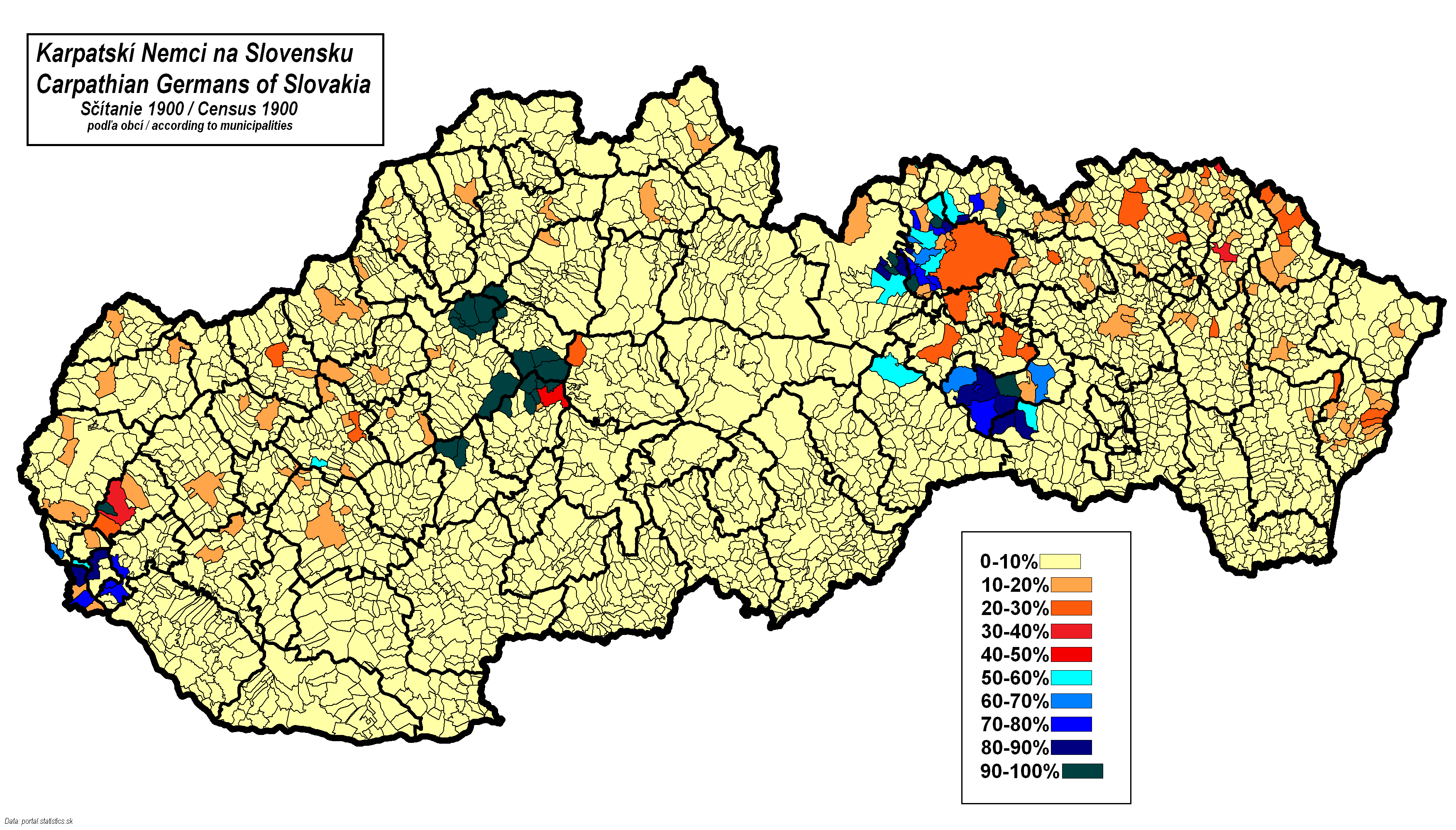
Verbreitung der Karpatendeutschen, 1900: Im Westen das deutschsprachige Gebiet um Pressburg, in der westlichen Mitte das Hauerland und in der östlichen Mitte die Ober- und Unterzips

Karpatendeutsche (slowakisch: Karpatskí Nemci oder Slovenskí Nemci, ungarisch: kárpátnémetek oder felvidéki németek, rumänisch: Germani carpatini) ist ein Sammelbegriff für die deutschsprachige Minderheit in der Slowakei und der Karpato-Ukraine. Er wurde Anfang des 20. Jahrhunderts von dem Historiker und Ethnologen Raimund Friedrich Kaindl geprägt und bezieht sich auf den Gebirgszug der Karpaten. Zu den Karpatendeutschen in der Slowakei gehören die Zipser Sachsen. Außerhalb der Slowakei leben als weitere Karpatendeutsche die Zipser in den rumänischen Kreisen Maramureș, Suceava und Caraș-Severin.

## Begriffsgeschichte
Zunächst wurden unter „Karpatendeutsche“ diejenigen Deutschen in der k. u. k. Doppelmonarchie verstanden, die in der „Zerstreuung“, abseits des geschlossenen deutschen Sprachraums, siedelten: in Galizien und der Bukowina, in der ungarischen Reichshälfte (vor allem Slowakei und Maramuresch), in Bosnien und der Herzegowina. Mit den territorialen Veränderungen aufgrund der Pariser Vorortverträge 1919/20 wurde diese Definition allerdings unüblich. Seitdem bezog sich der Begriff zunehmend nur noch auf die westlichen und mittleren Karpaten (Slowakei und Karpato-Ukraine).

## Geschichte

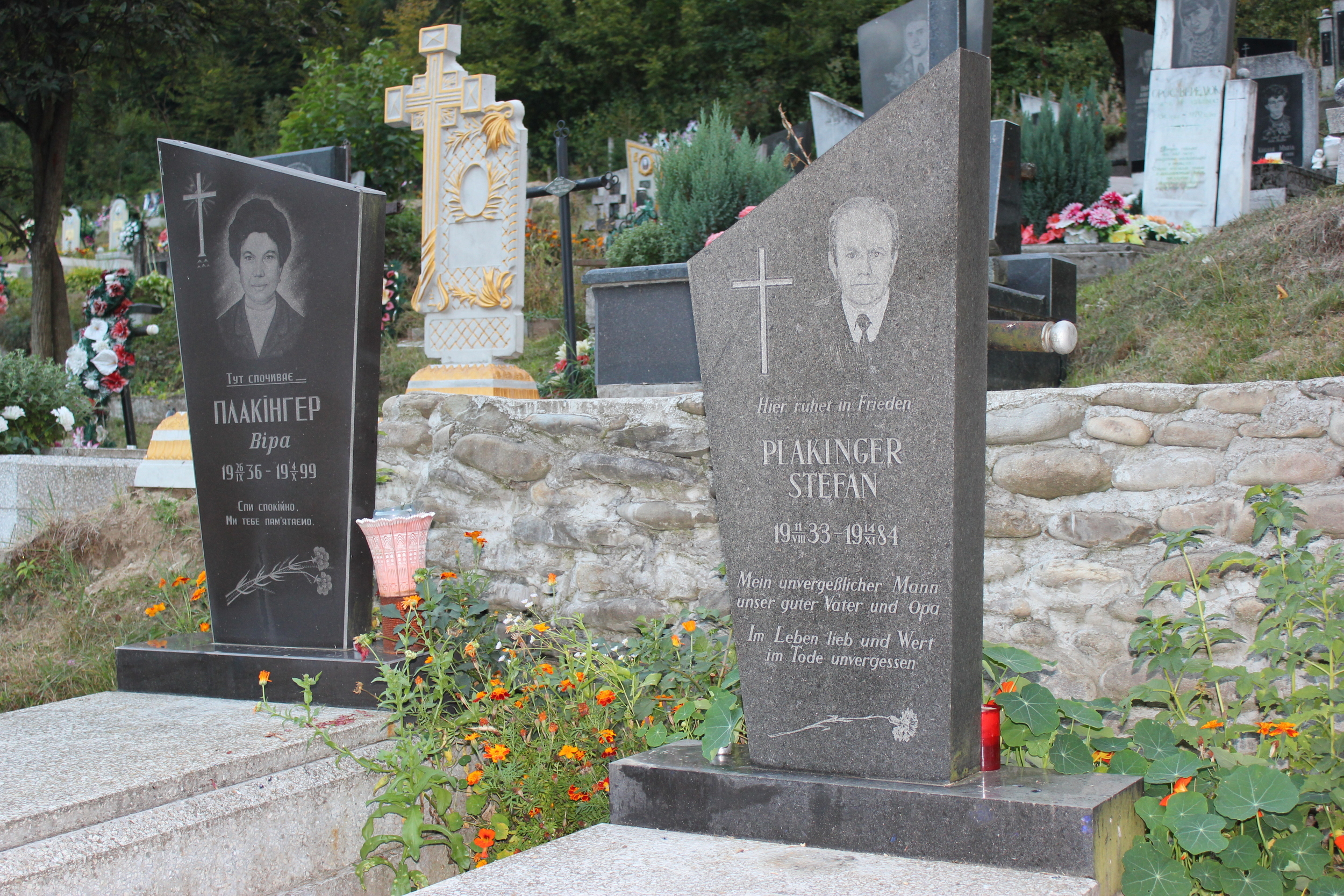
Deutsch und ukrainisch beschriftete Grabsteine auf dem Friedhof von Ust-Tschorna (Königsfeld), Transkarpatien

### Besiedlung
Deutsche Siedler haben das Gebiet der heutigen Slowakei, welches damals Bestandteil des ungarischen Königreichs war, vom 12. bis zum 15. Jahrhundert, vor allem jedoch nach dem „Mongolensturm“ (1241) besiedelt. Ihren Höhepunkt erreichte die Besiedlung im 14. Jahrhundert. Im Gebiet von Pressburg (Bratislava) gab es wohl auch schon etwas früher Deutsche. Sie haben vor allem ältere damals ungarische Städte (v. a. Pressburg), Markt- und Bergbausiedlungen besiedelt und wurden meist von den ungarischen Königen als Spezialisten (Handwerker, Bergleute) angeworben. Ungefähr bis zum 15. Jahrhundert bestand die Führungsschicht aller damals nord-ungarischen Städte (heutige Slowakei) fast ausschließlich aus Deutschen.
Die drei Hauptsiedlungsgebiete waren die Pressburger Deutsch sprechenden Karpatendeutschen in Pressburg und Umgebung, die deutschen Sprachinseln der Zipser Sachsen in der Zips sowie das Hauerland.
Hinzu kamen ab dem 18. Jahrhundert in den Gebieten der heutigen Karpato-Ukraine im Tereswa- bzw. Mokrjankatal sowie bei Munkatsch noch zwei weitere kleine deutsche Sprachinseln. Zusammen stellten die Bewohner der fünf Siedlungsgebiete aber keine homogene Gruppe dar, oftmals hatten sie nicht einmal Kenntnis voneinander.

### 20. Jahrhundert
Die zahlenmäßig größte Population Karpatendeutscher lebte in Pressburg/Bratislava. Unmittelbar nach Gründung der Tschechoslowakei, im August 1919, wurden 36 Prozent Deutsche, 33 Prozent Slowaken, 29 Prozent Magyaren und 1,7 Prozent andere gezählt; Juden wurden nach Sprache erfasst.
Zwar waren die Karpatendeutschen genauso wie viele Slowaken in der zweiten Hälfte des 19. und Anfang des 20. Jahrhunderts einem starken Magyarisierungsdruck ausgesetzt, aber in zahlreichen Orten stellten die Deutschen immer noch die Bevölkerungsmehrheit. Nach dem Ende des Ersten Weltkrieges plädierten die meisten Karpatendeutschen für den Verbleib der Slowakei bei Ungarn, danach für eine slowakische Autonomie innerhalb der Tschechoslowakei. Nach 1918 veränderte sich die Situation für die Karpatendeutschen grundlegend, denn mit der Erhebung Pressburgs zur Landeshauptstadt und dem Zustrom an Slowaken wurden sie, trotz Wegzug vieler Ungarn, zu einer Minderheit in der Bevölkerung. In den anderen Siedlungsgebieten ging es ähnlich vonstatten.

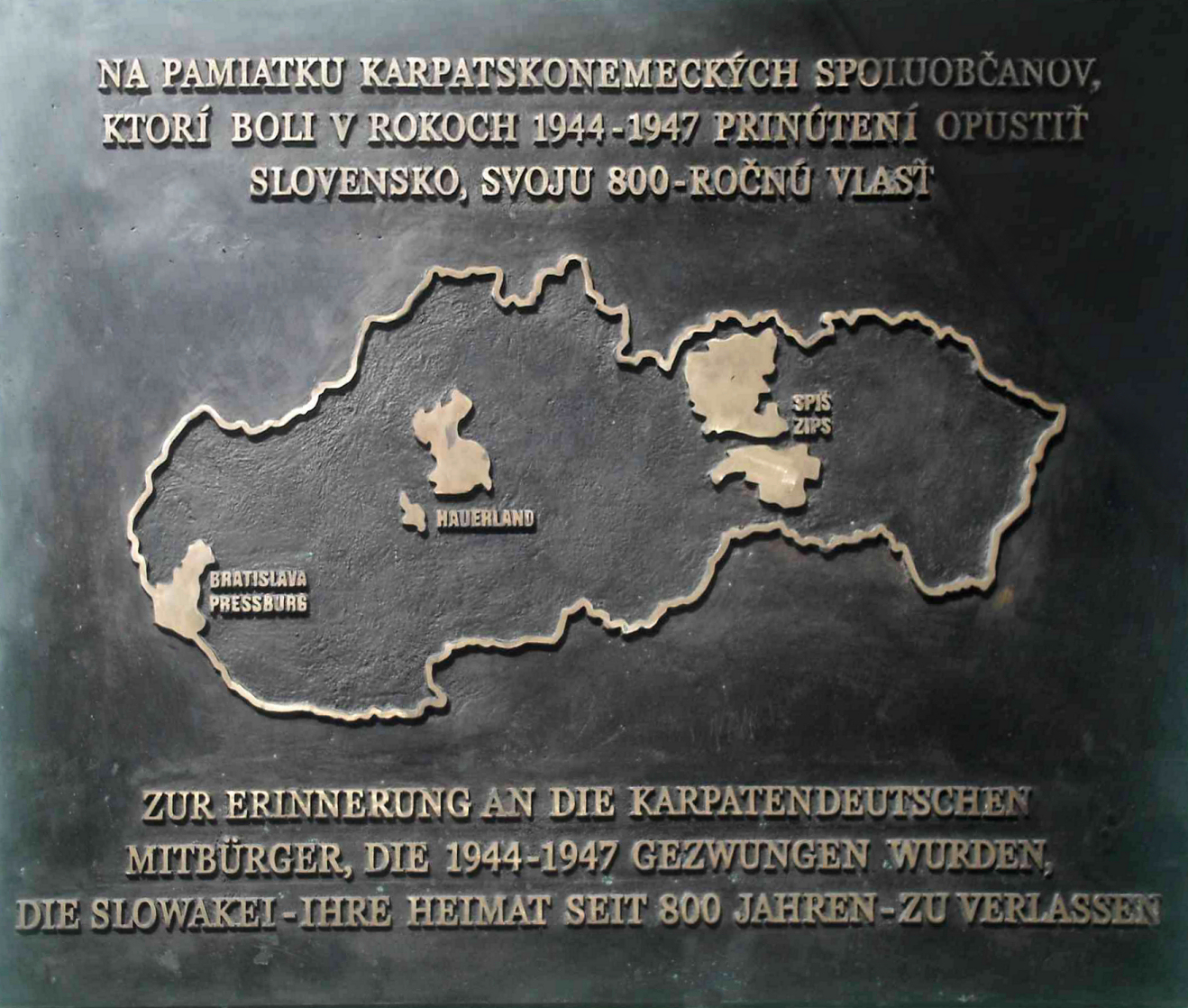
Gedenktafel für die Vertriebenen

Die meisten Karpatendeutschen waren bereits vor dem Ende des Zweiten Weltkriegs aus der Slowakei ins Deutsche Reich geflüchtet oder wurden von den deutschen Behörden evakuiert. Dies war nicht zuletzt eine Reaktion auf den slowakischen Nationalaufstand im Spätsommer 1944, bei dessen Niederschlagung von den Partisanen Grausamkeiten an Deutschen und von der SS Grausamkeiten an Slowaken verübt wurden.
Aus der Zips sind die meisten Deutschen zwischen Mitte November 1944 und dem 21. Januar 1945 dank einer Initiative Adalbert Wanhoffs und den Vorbereitungen des Bischöflichen Amtes der deutschen evangelischen Kirche vor der heranrückenden Roten Armee nach Deutschland oder in das Sudetenland evakuiert worden. Die Deutschen von Bratislava wurden im Januar und Februar 1945 nach langen Verzögerungen evakuiert, jene des Hauerlandes flüchteten Ende März 1945 aus ihren Orten. Die Rote Armee erreichte Bratislava am 4. April 1945.
Nach dem Ende des Krieges am 8. Mai 1945 war zunächst etwa ein Drittel der evakuierten und geflüchteten Deutschen in die Slowakei zurückgekehrt. Ab dem 2. August 1945 wurde ihnen – zusammen mit den Sudetendeutschen in Tschechien und mit den Ungarn in der Südslowakei – durch das Beneš-Dekret Nr. 33 die tschechoslowakische Staatsangehörigkeit aberkannt. Sie wurden in Sammellagern interniert (in Bratislava-Petržalka (dt. Engerau), Nováky, Handlová). 1946/47 sind schließlich etwa 33.000 Deutsche als Folge des Potsdamer Abkommens aus der Slowakei vertrieben worden, während ca. 20.000 Personen infolge besonderer Umstände in der Slowakei bleiben konnten. Von rund 128.000 Deutschen in der Slowakei im Jahre 1938 sind also 1947 etwa 20.000 (16 %) geblieben.

## Karpatendeutsche in der Slowakei

### Zahlenmäßige Entwicklung der deutschsprachigen Bevölkerung

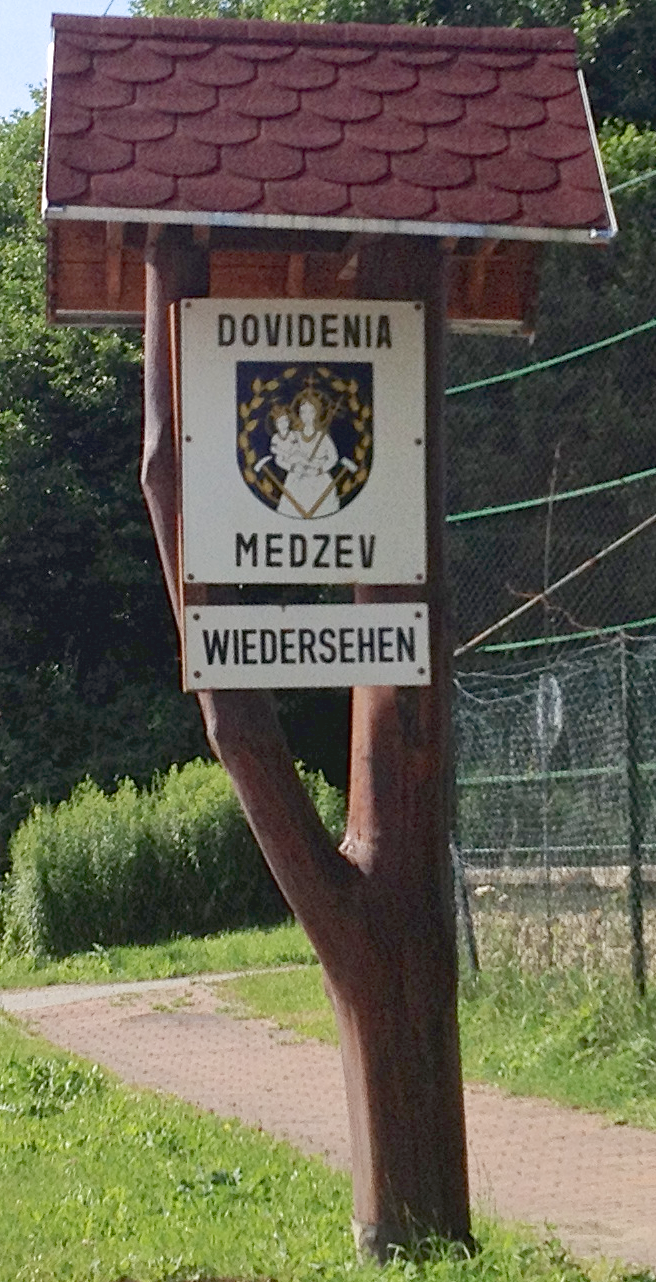
Privates Schild „Dovidenia“/„Wiedersehen“ am Ortsausgang von Medzev/Metzenseifen in Richtung Štós, 2014.

- 1880: 228.799/221.771 (9,3 %/9,1 %) – Volkszählung, Muttersprache, Umrechnung auf das Gebiet der heutigen Slowakei (erste Zahl laut Kronika Slovenska 2000, zweite Zahl laut Slovensko-ľud 1974)
- 1910: 198.385/198.755 (6,8 %) – Volkszählung, Muttersprache, Umrechnung auf das Gebiet der heutigen Slowakei (erste Zahl lt. Kronika Slovenska 2000, zweite Zahl laut Slovensko-ľud 1974)
- 1921: 139.900 (4,7 %) – Volkszählung, Nationalität
- 1930: 148.214 (4,5 %) – Volkszählung, Nationalität
- 1938: 128.000 (? %) – lt. Encyklopédia Slovenska
- 1947: 24.000 (0,7 %) – Schätzung
- 1961: 6.266 (0,2 %) – Volkszählung, Nationalität
- 1980: 4.093 (0,1 %) – Volkszählung, Nationalität
- 1991: 5.414 (0,1 %) – Volkszählung, Nationalität
- 2001: 5.405 (0,1 %) – Volkszählung, Nationalität
- 2011: 4.690 (0,1 %) – Volkszählung, Nationalität[2]

### Gegenwärtige Situation
Heute leben nach einer Volkszählung nur noch weniger als 6.000 Deutsche in der Slowakei, die aber seit der samtenen Revolution sämtliche politischen Rechte genießen. Die Karpatendeutsche Landsmannschaft in Stuttgart arbeitet mit dem Karpatendeutschen Verein in der Slowakei und dessen Jugendverband und mit der slowakischen Regierung zusammen und betreibt u. a. Traditionspflege. Eine große Herausforderung stellt die Assimilation der mittleren und jüngeren Generationen an das slowakische Umfeld dar, die in den meisten Fällen den Verlust von deutscher Sprache und Brauchtum bedeutet.
Es gibt jedoch immer noch zwei karpatendeutsche Orte, Hopgarten und Metzenseifen. In Hopgarten ist die Einwohnerschaft noch mehrheitlich deutschsprachig, in Metzenseifen und weiteren Orten der Unterzips wird die sogenannte mantakische Mundart gesprochen, die für Metzenseifen auch schriftlich dokumentiert ist.
Zu den karpatendeutschen Mundarten gibt es eine aus den 1950er/-60er Jahren stammende Materialsammlung in der Redaktion des Sudetendeutschen Wörterbuches, die noch nicht wissenschaftlich aufgearbeitet ist.
Ein bekannter Angehöriger der Volksgruppe ist Rudolf Schuster, der von 1999 bis 2004 slowakischer Präsident war.